# ТЕС Трапані
ТЕС Трапані – теплова електростанція на півдні Італії, на острові Сицилія у провінції Трапані.
Станція має дві встановлені на роботу у відкритому циклі газові турбіни виробництва компанії Nuovo Pignone (за ліцензією General Electric) потужністю по 106 МВт. Введені в експлуатацію у 1987 та 1988 роках, турбіни первісно відносились до типу MS 9001В, а у 2013-му були модернізовані до рівня MS 9001E.
Як паливо станція використовує природний газ.
Основним призначенням об’єкту є покриття пікових навантажень в енергомережі.
Наразі власником станції є компанія EP Produzione (дочірня структура чеської групи EPH).